# 无城镇
无城镇，是中华人民共和国安徽省芜湖市无为市下辖的一个乡镇级行政单位。地处无为市中心，是无为市委、市政府所在地，系全市政治、经济、文化、交通中心。

## 行政区划
无城镇下辖以下地区：
五华社区、文景社区、太平社区、皇武社区、芝山社区、金河社区、泰山社区、西苑社区、城东社区、滨湖社区、同心社区、檀树社区、城北社区、仓头社区、黄雒社区、马厂村、黄汰村、新民村、凌井村、凤河村、七里村、东河村、董桥村、王福村、官镇村、革贪村、七广村、周店村、黄闸村、陈闸村和圣咀村。